# マルシンフーズ
株式会社マルシンフーズは、栃木県真岡市に本社を置く日本の食品メーカーである。丸大食品グループに属し、東日本と中部地方を主な商圏としている。

## 概要
食肉加工食品の製造、販売が中心事業で、定番のマルシンハンバーグを中心に、煮込みハンバーグ、ミートボールなどを製造し、餃子を名物と謳っている宇都宮市の宇都宮餃子会から公認を受けた宇都宮餃子などの製品もある。CMでは「マルシン、マルシン、ハンバーグ」のジングルを使用している。
ライバルメーカーの石井食品が食品添加物の使用を廃止したことに追随し、添加物の使用を抑える方向に進んでいる。2000年代以降、主力商品のマルシンハンバーグは合成着色料の使用を取りやめるなどの改良を進め、また他の商品でも合成着色料やうま味調味料などの添加物を使用しないなど、企業姿勢に消費者への食の健康と安全を全面的に打ち出している。
2011年10月に丸大食品に買収され、同社の完全子会社（機能子会社）となった。2013年秋、本社機能及び登記上の本店を創業当初からの東京都中央区月島から工場のある栃木県真岡市に移転した。同社発祥の地である東京には中央区築地に東京事務所を新設し、商品企画・販売・広報などの事業を引き続き執り行っている。

## 主な商品
現在の商品
- マルシンハンバーグ（オリジナル・4種のチーズ入り・ブラックペッパー・和風しそガーリックバター）
  - ハンバーグそのものが予め加熱済み、およびラードでコーティングされているため、油を使わずに焼くことができる。2000年代以降発売の商品は電子レンジにも対応する形に改良されている。
  - オリジナルの2.2倍の大きさである、ビッグハンバーグステーキも2025年3月より新発売
- 肉だんご（レトルト）
- 焼売（チルド）
- 宇都宮餃子（チルド）

以下は丸大食品の子会社化後、競合する理由で絶版扱いとなった過去の商品
- チキンハンバーグ（レトルト）
- ビーフハンバーグ（レトルト）
- ミートボール（レトルト）
- 魚肉ソーセージ

## 自販機事業
かつて子会社のマルシンマックがハンバーガーの自動販売機（グーテンバーガー）を展開し、幹線道路沿いのオートレストランをメインに、ゲームセンターやバッティングセンター、高速道路のサービスエリアなどにも設置していたが、コンビニエンスストアの普及に伴って2002年に撤退し、マルシンマックも解散した。

## 提供番組
現在
- 所さんの学校では教えてくれないそこんトコロ!（テレビ東京系）
- 垣花正のあなたとハッピー!（ニッポン放送）

過去
タツノコプロや読売広告社が制作したアニメ番組を中心に放映された。
- ハクション大魔王（フジテレビ系）
- フジテレビ土曜夕方6時台枠のアニメ
  - タイムボカンシリーズ
  - ゲゲゲの鬼太郎 (第3期)
  - おそ松くん
  - 平成天才バカボン

- 光の伝説（朝日放送・テレビ朝日系）
- 星雲仮面マシンマン（日本テレビ）
- 戦国魔神ゴーショーグン（テレビ東京）
- 山形テレビ夕方4時30分台のアニメ枠（1980年代後半まで）
- ニッポン放送ショウアップナイター（ニッポン放送）
- 上柳昌彦のお早うGoodDay!（ニッポン放送）